# Marek II
Marek II – patriarcha Koptyjskiego Kościoła Ortodoksyjnego od roku 799 do 819.
Nie należy utożsamiać go z patriarchą Marcjanem z Aleksandrii, niekiedy nazwanym przez Patriarchat Aleksandryjski Markiem II.